# 越前竹人形の里
越前竹人形の里（えちぜんたけにんぎょうのさと）は、福井県坂井市にある博物館。2023年（令和5年）8月9日、閉館。

## 概要
師田黎明の代表作「笹鳴り」をはじめ、竹や孟宗竹を用いて作られた人形や工芸品が展示されている。竹細工や名産品の販売が行われているほか、竹細工の工房の見学や竹とんぼ・竹人形の制作体験もできる。

## 沿革
1986年（昭和61年）に越前竹人形協同組合が運営する形で開業。1990年（平成2年）に2階の食堂を増築し、2002年（平成14年）に1階店舗を改装にあわせて2階食堂も増築、2011年（平成23年）に1階店舗が全面的にリニューアルしている。
2023年（令和5年）8月9日、閉館。

## アクセス
- 鉄道では福井駅からえちぜん鉄道永平寺口駅で乗り換え、京福バスで「越前竹人形の里」停留所で下車[5]。
- 自動車では北陸自動車道福井北ICから15分[5]。